# 大彝震
大 彝震（だい いしん）は渤海の第11代王。

## 生涯
宣王大仁秀の死後、嫡子の大新徳が早世していたため、嫡孫の大彝震が即位した。
宣王により国勢を中興させた渤海は、東北アジアにおいて極めて大きな勢力として周辺地域に影響力を与えることとなった。大彝震は府州の確定と中央集権的な行政制度の確立に努め、同時に軍事機構を発展させ募兵制による常備軍を編成した。『旧唐書』には渤海の軍制として左右神策軍・左右三軍・一百二十司を設置したとの記録が残されている。
また唐との積極的な文化交流により唐制が渤海に広く伝えられ、一部の留学生は科挙に及第するなど、その学問も相当なレベルに達していたことが窺い知ることができる。